# Врастан
«Врастан» (арм. Վրաստան, Грузия) — еженедельная республиканская общественно-политическая газета на армянском языке, издающаяся в Грузии. Газета освещает общественно-политические события, происходящие в Грузии и за её пределами.

## История
Газета основана в 1920 году под названием «Кармир астх» (Красная звезда). В 1923 переименована в «Мартакоч» (Призыв к борьбе), в 1927 — в «Пролетар» (Пролетарий), в 1939 — в «Хорурдаин Врастан» (Советская Грузия). В 1940 стала называться «Советакан Врастан» (Советская Грузия), а в начале 1990-х получила современное название.
В 1970-е годы газета выходила 3 раза в неделю тиражом 40 тыс. экземпляров. В 1990-е годы тираж составлял около 2 тыс. экземпляров.

29 декабря 2010 года армяноязычной газете исполнилось 90 лет. С круглой датой «Врастан» поздравили президенты Армении и Грузии, которые высоко оценили заслуги редакции и журналистского коллектива армяноязычной газеты Грузии. Михаил Саакашвили в своем поздравительном послании заявил: 
Особо следует отметить профессионализм и гражданственность коллектива «Врастан», которая достойно служит почетному делу укрепления добрососедства между двумя народами
Президент Армении Серж Саргсян также отметил роль «Врастана» в деле сближения армянского и грузинского народов. Он подчеркнул, что примером истинно братских отношений двух народов служит 90-летняя история газеты «Врастан»